# Walter Jorge Pinto
Walter Jorge Pinto (* 12. Februar 1963 in Ubá, Minas Gerais, Brasilien) ist ein brasilianischer Geistlicher und römisch-katholischer Bischof von União da Vitória.

Wappen von Walter Jorge Pinto.

## Leben
Walter Jorge Pinto empfing am 1. Juni 2002 das Sakrament der Priesterweihe für das Erzbistum Mariana.
Am 9. Januar 2019 ernannte ihn Papst Franziskus zum Bischof von União da Vitória. Der Erzbischof von Mariana, Airton José dos Santos, spendete ihm am 30. März desselben Jahres in Viçosa die Bischofsweihe. Mitkonsekratoren waren der emeritierte Erzbischof von Mariana, Geraldo Lyrio Rocha, und der Erzbischof von Curitiba, José Antônio Peruzzo. Die Amtseinführung im Bistum União da Vitória fand am 27. April 2019 statt.